# فلیپه گوئرا
فلیپه گوئرا (به پرتغالی: Felipe Guerra) یک شهرستان در برزیل است که در ریو گرانده شمالی واقع شده‌است.